# مارلو بيتون
مارلو بيتون (بالإنجليزية: Marlowe Peyton)‏ هي ممثلة أمريكية، ولدت في 2005 في غلينديل في الولايات المتحدة.

## وصلات خارجية
- مارلو بيتون على موقع IMDb (الإنجليزية)
- مارلو بيتون على موقع ألو سيني (الفرنسية)
- مارلو بيتون على موقع قاعدة بيانات الفيلم (الإنجليزية)
- مارلو بيتون على موقع كينوبويسك (الروسية)